# Випробування на кручення
Випро́бування на кру́чення (англ. torsion test) — механічне випробування, яке полягає у тому, що циліндричний суцільний або трубчастий зразок зазнає деформації кручення під дією двох рівних за величиною і протилежно спрямованих крутних моментів, що прикладаються до кінців зразка в площинах, нормальних до його поздовжньої осі.
За результатами випробування зразків на кручення визначають такі механічні характеристики:

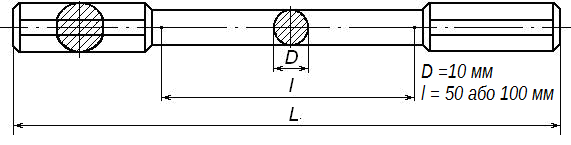
Конструктивні особливості зразка для випробувань на кручення

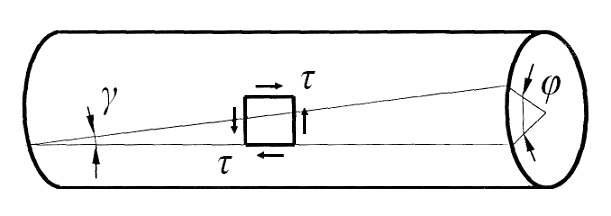
Напруження і деформації при крученні на робочій частині зразка

- модуля зсуву;
- границі плинності;
- границі міцності;
- максимальний залишковий зсув;
- характер руйнування.

## Випробувальне устаткування
Випробування на кручення проводяться на спеціальних випробних машинах, які повинні забезпечувати:
- надійне центрування зразка у затискачах з неспіввісністю не більшою за 0,01 мм на кожні 100 мм;
- плавність прикладання навантаження та відсутність згинальних зусиль;
- вимірювання величини навантаження з похибкою, що не перевищує ±1% від величини навантаження, яке вимірюється та зберігання сталості показів силовимірника протягом не менше 30 с;
- можливість прикладання навантаження з точністю однієї найменшої поділки шкали силовимірника випробної машини;
- вимірювання кута закручування з похибкою, що не перевищує ±0,5°.

Використовуються машини з горизонтальним і вертикальним розташуванням зразка. Максимальний крутний момент може змінюватися від 6 до 2·106 Н·м. Основні вузли цих машин — станина, урухомник (привод), від якого обертається активний затискач, силовимірник, лічильник обертів та кутомір для визначення кута закручування зразка, засоби зняття та запису вимірювальної інформації.

## Зразки
Для випробування на кручення як основні застосовують циліндричні зразки з діаметром робочої частини 10 мм та з розрахунковою довжиною 100 та 50 мм, з головками на кінцях для закріплення у затискачах випробної машини. Допускається випробування трубчастих зразків за умови відсутності втрати стійкості зразка у процесі навантаження.
Перехід від робочої частини зразка до його головок повинен бути плавним з радіусом заокруглення не меншим ніж 3 мм. Різниця між найбільшим і найменшим діаметром на робочій частині зразка не повинна перевищувати 0,2% від номінального значення діаметра. Шорсткість поверхні зразка не повинна перевищувати Ra 0,63 мкм.

## Проведення випробувань та обробка результатів

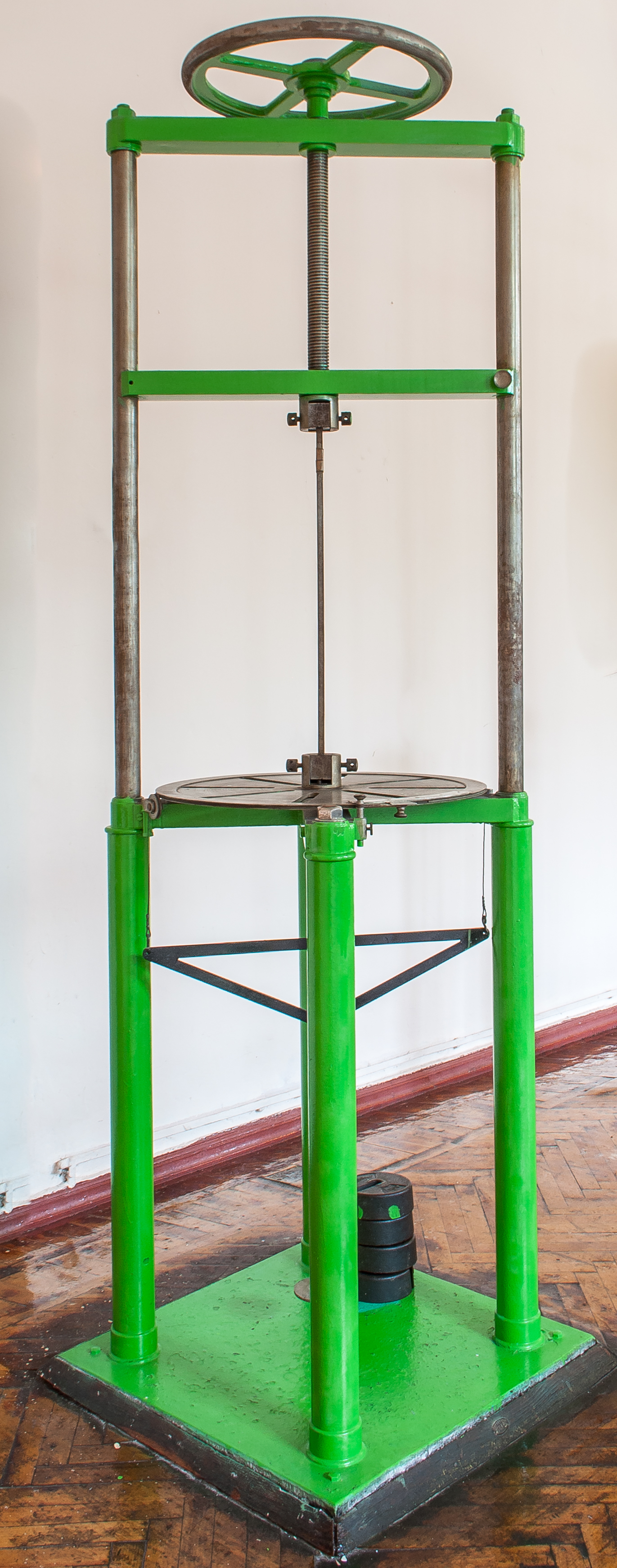
Лабораторна установка для визначення модуля пружності при крученні

У робочій частині зразка виникає різнойменний плоский напружений стан з коефіцієнтом м'якості α = 0,8 (більший, ніж при розтягуванні). При випробуванні на кручення до руйнування можна довести будь-який матеріал. Максимальні дотичні напруження при крученні діють у площинах, перпендикулярних до осі зразка. Найбільші нормальні напруження діють під кутом 45°. Важливим наслідком незмінності напруженого стану є сталість робочої довжини і поперечного перерізу зразка під час випробування.
Як міра деформації в процесі випробування фіксується (реєструється) кут закручування φ. На основі значень крутного моменту (T) і кута закручування, можна побудувати діаграму кручення в координатах T — φ. Ця діаграма складається з ділянок пружної та пластичної деформацій. Через відсутність значного місцевого звуження низхідна ділянка на діаграмі кручення не спостерігається. Умовні границі пропорційності, пружності, плинності та міцності, а також істинна границя міцності виражаються через дотичні напруження.

### Визначення модуля зсуву при крученні
Після закріплення зразка у затискачах випробувальної машини, його навантажують крутним моментом, що відповідає початковому дотичному напруженню, що становить 10% від прогнозованої границі пропорційності матеріалу та закріплюють на робочій частині зразка кутомір і відзначають початковий (нульовий) його показ. Навантаження зразка крутним моментом здійснюють східчасто з однаковими приростами (не менше трьох), щоб напруження у зразку не перевищували границі пропорційності та реєструють відповідні кути закручування зразка на його розрахунковій довжині.
Модуль зсуву при крученні (G) обчислюють за формулою:
{\displaystyle G={\frac {\Delta T\cdot l}{\Delta \varphi \cdot I_{p}}},}
де {\displaystyle \Delta T} — ступінь навантаження, Н мм;
l — розрахункова довжина зразка, мм
{\displaystyle \Delta \varphi } — середнє арифметичне значення кутів закручення на розрахунковій довжині зразка, що припадає на один ступінь навантаження, рад;
{\displaystyle I_{p}} — полярний момент інерції, мм4.
Модуль зсуву при крученні також може визначатись за тангенсом кута назилу прямолінійної ділянки діаграми деформування, що відповідає пружному деформуванню.

### Визначення границі пропорційності при крученні
Після встановлення і попереднього навантаження зразка, його довантажують спочатку великими а потім меншими ступенями навантаження з фіксацією кутової деформації. Навантаження великими ступенями проводять до 80 % від ймовірної границі пропорційності. Значення малого ступеня навантаження повинно відповідати зростанню дотичного напруження не більше ніж на 10 МПа.
Випробування припиняють, коли кутова деформація від навантаження малого ступеня перевищить не менше ніж у два рази середнє значення кутової деформації на попередніх ступенях навантаження. За виконання цієї умови визначають крутний момент Tпц. Це навантаження може бути знайдене, також, і за діаграмою деформування.
Границю пропорційності при крученні (τпц) обчислюють за формулою:
τпц = Tпц/Wp (МПа),
де Wp — полярний момент опору, м³.

### Визначення границі текучості при зсуві
За методикою, що описана вище визначають деформацію границі пропорційності (φпц), яку вважають пружною і за границею пропорційності деформацію вважають залишковою. За цією деформацією обчислюють відносний зсув (γпц) у процентах за формулою:
γпц =100 φпц D /2l,
де φпц — кут закручування зразка на його розрахунковій довжині, що відповідає границі пропорційності при крученні, рад;
D — діаметр робочої частини зразка, мм;
l — розрахункова довжина зразка, мм.
Продовжують деформування зразка за границею пропорційності до тих пір, поки не буде досягнуто кут закручування φпл = γпц +0,3% і реєструють величину навантаження Tпл, що відповідає границі плинності для залишкового зсуву γ = 0,3%.
Границю плинності при крученні τ0,3 обчислюють за формулою
τ0,3 = Tпл/Wp.

### Визначення умовної границі міцності при крученні
Після встановлення зразка у затискачах випробної машини його навантажують до руйнування та реєструють величину навантаження Tв при цьому. Одночасно реєструють максимальний кут закручування зразка φmax на розрахунковій довжині зразка, за яким розраховують γmax. Умовну границю міцності при крученні (τв) визначають за формулою:
τв = Tв/ Wp

### Визначення істинної границі міцності при крученні
Істинну границю міцності при крученні (τк) обчислюють за формулою, що враховує поправку на пластичну деформацію:
{\displaystyle \tau _{K}={\frac {4}{\pi D^{3}}}\left[3T_{K}+\theta {\frac {dM_{T}}{d\theta }}\right]},
де TK — найбільший крутний момент, що передує руйнуванню зразка;
θ — питомий кут закручування перед руйнуванням (в радіанах на 1 мм): θ = (φ1-φ2)/l.
Максимальний залишковий зсув при крученні ({\displaystyle \gamma _{max}}) обчислюють за формулою:
{\displaystyle \gamma _{max}=arctg\left({\frac {\varphi _{max}\cdot D}{2l}}\right).}